# Philophylla
Philophylla es un género de insecto de la familia Tephritidae del orden Diptera.

## Especies
- Philophylla aethiops
- Philophylla andobana
- Philophylla angulata
- Philophylla angusta
- Philophylla atrata
- Philophylla australina
- Philophylla basihyalina
- Philophylla bifida
- Philophylla bisecta
- Philophylla caesio
- Philophylla cerataex
- Philophylla chuanensis
- Philophylla conjuncta
- Philophylla connexa
- Philophylla curvinervis
- Philophylla discreta
- Philophylla diversa
- Philophylla dividua
- Philophylla erebia
- Philophylla erythraspis
- Philophylla farinosa
- Philophylla flavofemorata
- Philophylla fossata
- Philophylla fossataeformis
- Philophylla freidbergi
- Philophylla heringi
- Philophylla homogenea
- Philophylla humeralis
- Philophylla incerta
- Philophylla inconspicua
- Philophylla indica
- Philophylla invida
- Philophylla ismayi
- Philophylla kraussi
- Philophylla latipennis
- Philophylla mailaka
- Philophylla marumoi
- Philophylla millei
- Philophylla mindanaoensis
- Philophylla mushaensis
- Philophylla nigrescens
- Philophylla nigriceps
- Philophylla nigripennis
- Philophylla nigrofasciata
- Philophylla nigroscutellata
- Philophylla nitida
- Philophylla nummi
- Philophylla okinawaensis
- Philophylla perineta
- Philophylla propreincerta
- Philophylla pulla
- Philophylla quadrata
- Philophylla radiata
- Philophylla ravida
- Philophylla rufescens
- Philophylla sandrangato
- Philophylla setigera
- Philophylla seychellensis
- Philophylla superflucta
- Philophylla taylori